# Halfdan Schjøtt
Halfdan Schjøtt (Bergen, Hordaland, 26 de desembre de 1893 - Bergen, Hordaland, 14 de febrer de 1974) va ser un regatista noruec que va competir a començaments del segle xx. Era cosí del també regatista Trygve Schjøtt.
El 1920 va prendre part en els Jocs Olímpics d'Anvers, on va guanyar la medalla d'or en els 10 metres (1919 rating) del programa de vela, a bord del Mosk II.